# Механизированные войска

Условный тактический знак механизированного подразделения в рабочих документах NATO.

Механизированные войска, Механизированные сухопутные войска — основной род войск сухопутных войск государства, предназначенный для широкомасштабного ведения боевых действий на суше в ходе выполнения операций как самостоятельно, так и совместно с другими родами войск и сил, состоящие из механизированных (танковых), моторизованных (моторизованных стрелковых, мотопехотных), артиллерийских и других подразделений, частей и соединений.
В 1930-х годах механизированные сухопутные войска включали в свой состав части и соединения, на вооружении которых, в основном, состояли боевые машины, а иногда и моторизованные части. С развитием вооружения и военной техники в мире происходила их всё большая моторизация и механизация. В вооружённых силах государств мира появились полностью моторизованные, посаженные на автомобиль части вплоть до моторизованных дивизий, обладающих большой подвижностью, и смешанные мотомеханизированные части и соединения.

## История
Понятие «механизированные войска» появилось в различных вооружённых силах к началу 1930-х годов, в другом источнике указано что впервые в сравнительно крупном масштабе механизированные войска появились в первую мировую империалистическую войну, а до этой войны эпизодическое участие в военных действиях, с конца XIX столетия и в начале XX столетия, принимали только одиночные бронированные поезда, железно-дорожная артиллерия и бронированные автомобили.
В литературе, в 1930-х годах в Союзе ССР, процесс снабжения в государстве сухопутных вооружённых сил средствами борьбы, оснащенными броней и передвигающимися при помощи двигателя внутреннего сгорания назывался — механизация армии. Теоретики и практики военного дела в Советском Союзе понимали и создавали концепции моторизации и механизации РККА и РККФ ВС Союза ССР.
Летом 1929 года в качестве эксперимента по отработке рационального штата, создан опытный механизированный полк, состоявший из танкового батальона, артиллерийской батареи, автобронедивизиона и мотострелкового батальона. Автобронедивизион представлял собой дивизион бронированных автомобилей вооружённых пулемётами, а мотострелковый батальон — стрелковый батальон, передвигавшийся на грузовых автомобилях (моторизованный батальон).
3 ноября 1929 года в Союзе ССР было создано Управление по Механизации и Моторизации РККА (УММ), позже именовалось как Центральное управление механизации и моторизации РККА, которое 22 ноября 1934 года переименовано в Автобронетанковое управление, также отвечавшее за механизацию и моторизацию войск и сил.
В 1930 году первый опытный механизированный полк, развёрнут в первую механизированную бригаду, состоявшую из танкового, артиллерийского, разведывательных полков и подразделений обеспечения. Бригада имела 110 танков МС-1 и 27 орудий и предназначалась для исследования вопросов оперативно-тактического применения и наиболее выгодных организационных форм механизированных соединений.
1 августа 1931 года Совет Труда и Обороны принял «Большую танковую программу», по которой для создания новых моторизованных формирований требовалось изготовить и передать РККА 10 000 грузовых автомобилей.
В 1932 году на базе этой бригады был создан первый в мире механизированный корпус — самостоятельное оперативное соединение, включавшее две механизированные и одну стрелково-пулемётную бригады, отдельный зенитно-артиллерийский дивизион и имевшее на вооружении более 500 танков и 200 автомобилей.
В 1932 году сформированы 11-й (в Ленинградском военном округе) и 45-й (в Украинском военном округе) механизированные корпуса. По состоянию на 1932 год в 45-м мехкорпусе имелось свыше 500 танков. В 1932 году была основана Военная академия механизации и моторизации РККА (ныне Общевойсковая академия Вооружённых Сил Российской Федерации).
Название «Механизированные войска» было закреплено в 1932 году во временном наставлении механизированных войск РККА, называвшемся «Вождение и бой самостоятельных механизированных соединений».
На тот период времени механизированные сухопутные войска включали в свой состав части и соединения, на вооружении которых, в основном, состояли боевые машины, а иногда и моторизованные части.
В 1931—1935 годах на вооружение Красной Армии начали поступать основные, специальные, лёгкие, средние, а затем и тяжёлые танки различных типов. Начался интенсивный процесс насыщения войск автомобильной и бронетанковой техникой, которую необходимо было испытывать и совершенствовать. В связи с этим 4 апреля 1931 года приказом Реввоенсовета СССР был создан 22-й Научно-испытательный автобронетанковый полигон (НИАБП) Управления Механизации и Моторизации Рабоче-Крестьянской Красной Армии (войсковая часть (В/Ч) № 68054).
К началу 1936 года были сформированы четыре механизированных корпуса, 6 отдельных бригад, а также 15 полков в кавалерийских дивизиях. В 1937 году Центральное управление механизации и моторизации РККА было переименовано в автобронетанковое управление Красной Армии (АБТУ КА).
В августе 1938 года руководство РККА переименовало все механизированные соединения и части, включая корпуса, в танковые. Бригады с основными танками БТ и Т-26 стали именовать легкотанковыми (лёгкие танковые), с основными танками Т-28 и Т-35 — тяжелотанковыми (тяжёлые танковые). Лёгкотанковые бригады по штату состояли из управления, четырёх отдельных танковых батальонов по 54 основных и 6 артиллерийских танков в каждом, разведывательного, мотострелкового батальонов и подразделений обеспечения, в бригадах тяжёлых танков взводы включали по три танка. Лёгкотанковые бригады входили в состав танковых корпусов.
Локальные войны конца 1930-х годов и, особенно, французская кампания 1940 показали решающую роль механизированных ударных соединений. Советскими военными теоретиками (С. Н. Аммосов, В. К. Триандафиллов, К. Б. Калиновский и др.) были разработаны основы боевого применения механизированных войск, предусматривавшие массированное использование танков на важнейших направлениях. В середине 1930-х гг. это нашло своё отражение в теории глубокой операции и глубокого боя. В соответствии с концепцией «глубокой наступательной операции», принятой в РККА, роль ударной силы отводилась механизированным корпусам. Основная идея теории состояла в нанесении удара по всей глубине обороны противника с использованием артиллерии, авиации, механизированных войск и воздушных десантов с целью нанести поражение всей оперативной группировке противника. В ходе глубокой операции достигались две цели — прорыв фронта обороны противника одновременным ударом на всю его тактическую глубину и немедленный ввод группировки подвижных войск для развития тактического прорыва в оперативный успех.
К началу нападения на государство рабочих и крестьян в АБТВ РККА ВС Союза ССР было развёрнуто 29 управлений механизированных корпусов, 31 моторизованная и 61 танковая дивизии, однако сформирование многих из намеченных механизированных соединений и частей задерживалось, в связи с недостаточными возможностями оборонного производства.
Во время Великой Отечественной войны 1941—1945 годов АБТВ и позже бронетанковые и механизированные войска стали основной ударной силой сухопутных войск Красной Армии.
Постановлением Государственного Комитета Обороны Союза ССР № ГОКО-2589с, от 7 декабря 1942 года, авто-бронетанковые войска ВС СССР были переименованы в бронетанковые и механизированные войска (БТМВ). В декабре 1942 года в РККА ВС Союза ССР было образовано Управление командующего бронетанковыми и механизированными войсками.
К концу 1943 год в состав механизированного корпуса входили управление, три механизированные и одна танковая бригады, один — два самоходно-артиллерийских полка, миномётный, зенитный, артиллерийский, истребительно-противотанковый артиллерийский полки, гвардейский отдельный миномётный дивизион реактивной артиллерии и части обеспечения и обслуживания (всего 16 369 человек, 246 танков и самоходно-артиллерийских установок (Т-34 — 176, Т-70 — 21, САУ — 49), 252 орудия и миномёта, более 1,8 тыс. автомашин).
Механизированные соединения наряду с танковыми использовались для ввода в прорыв и развития успеха на большую глубину, для окружения и разгрома противника, преследования и выполнения других задач.
По окончании Великой Отечественной войны выходит Постановление Государственного комитета обороны СССР №ГКО-9488сс, от 9 июля 1945 года, «О Доукомплектовании бронетанковых и механизированных войск Красной Армии». Согласно этому постановлению часть стрелковых дивизии РККА переводились на штат механизированных дивизий и включалась в состав Бронетанковых и механизированных войск. В некоторых случаях в механизированные дивизии также были переформированы кавалерийские дивизии и воздушно-десантные дивизии.
В мае 1954 года бронетанковые и механизированные войска были переименованы в бронетанковые войска, в 1959 году — в танковые войска.
Официально в ВС СССР мотострелковые войска возникли в 1957 году в соответствии с Директивой Министра обороны СССР №орг./3/62540 от 27 февраля 1957 года. На основании этой Директивы Министра обороны часть механизированных дивизий и все стрелковые части и соединения стрелковых войск были переформированы в мотострелковые, в период с 1957 года по 1964 года/ Созданию МСВ ВС Советского Союза способствовало насыщение стрелковых войск Советской Армии средствами доставки стрелков и механизация формирований других родов войск и спецвойск. Это стало возможным благодаря увеличению производства автомобилей повышенной проходимости, бронетранспортёров, САУ и так далее, для советских вооружённых сил.
В США, Франции, Турции и многих государствах механизированные соединения и части входят в состав сухопутных войск (армии).

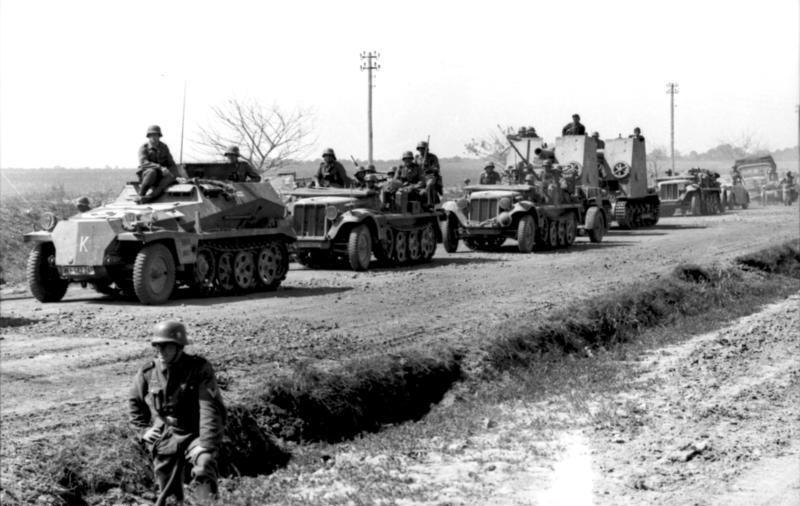
Моторизованная пехота вооружённых сил нацистской Германии. Операция «Барбаросса». июнь 1941
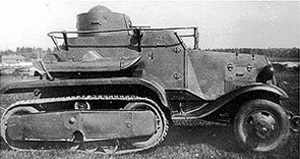
Советский бронеавтомобиль БА-30 из состава мотострелковых частей. СССР. 1941
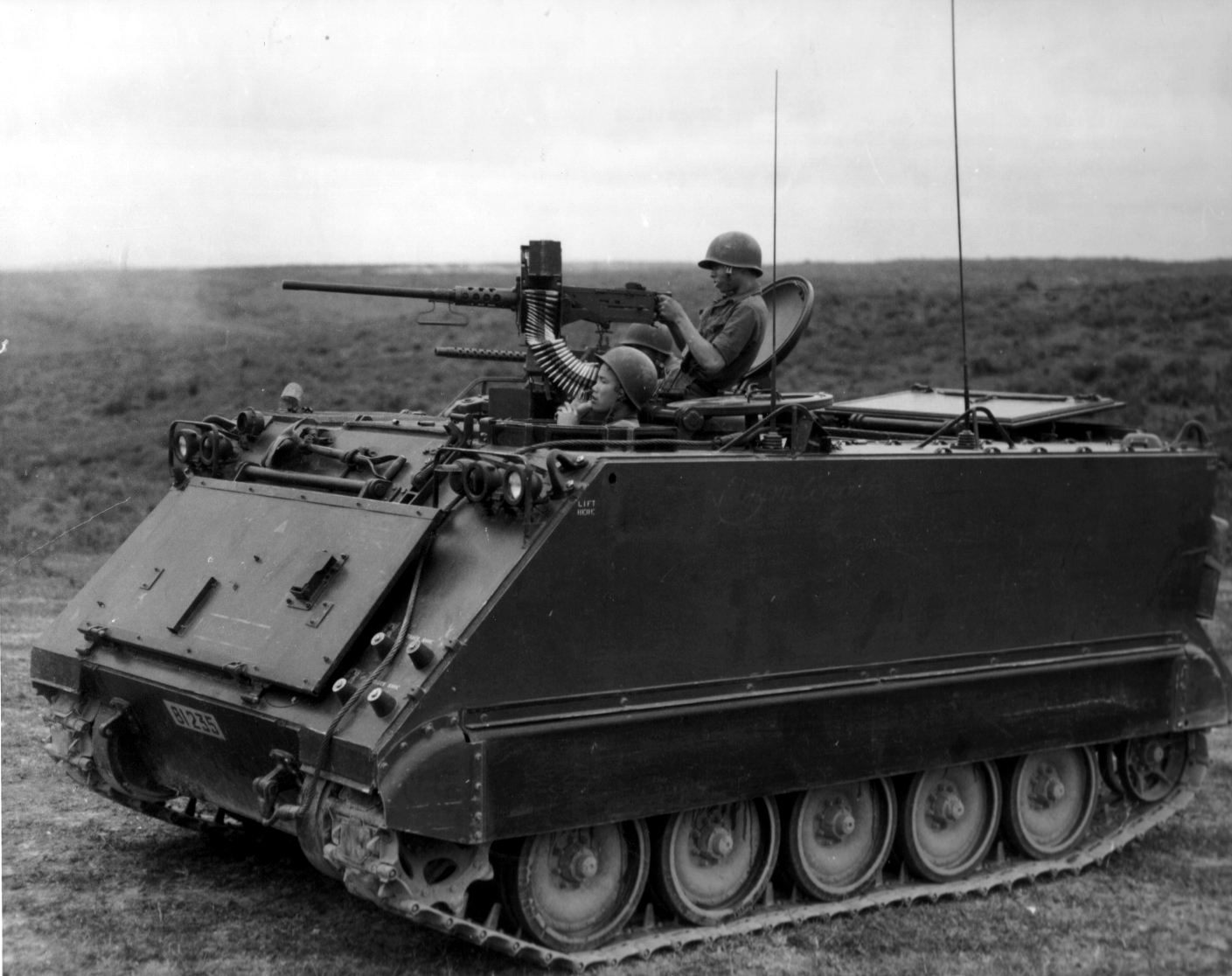
Бронетранспортёр M113, основная бронированная боевая машина во время войны во Вьетнаме. США

## Общие положения
В различных государствах этот род войск называется по-разному:
- механизированные;
- моторизованные;
- мотопехотные;
- мотострелковые войска.

Механизированный батальон является основным общевойсковым тактическим подразделением, а механизированная бригада — общевойсковым тактическим соединением. Механизированные части (подразделения) входят также в состав танковых войск и ВМФ (морская пехота). Современные механизированные войска имеют мощное оружие для поражения наземных и воздушных целей — автоматическое стрелковое оружие (автоматы, пулемёты), артиллерию, миномёты, противотанковые реактивные снаряды, бронированные машины, приборы ночного видения и могут вести боевые действия в условиях применения противником оружия массового поражения. Для ведения боя механизированные части и подразделения обычно усиливаются танками, артиллерией и подразделениями специальных войск, а также поддерживаются авиацией.
Механизированные войска выполняют боевые задачи самостоятельно или во взаимодействии с другими родами войск видов Вооружённых Сил. В зависимости от обстановки механизированные войска ведут бой в пешем боевом порядке или на боевых машинах; могут применяться в качестве воздушного и (или) морского десанта. Главное свойство механизированных войск как рода войск — способность ведения упорного и длительного боя в любое время года и суток, при любой погоде и на различной местности.
По боевым возможностям механизированные войска способны прорывать оборону противника и стремительно развивать наступление на большую глубину, неотступно преследовать противника, уничтожать его огневые средства, в высоком темпе форсировать водные преграды, захватывать важные рубежи и объекты, а также создавать в короткий срок устойчивую оборону и успешно вести борьбу с превосходящими силами противника.

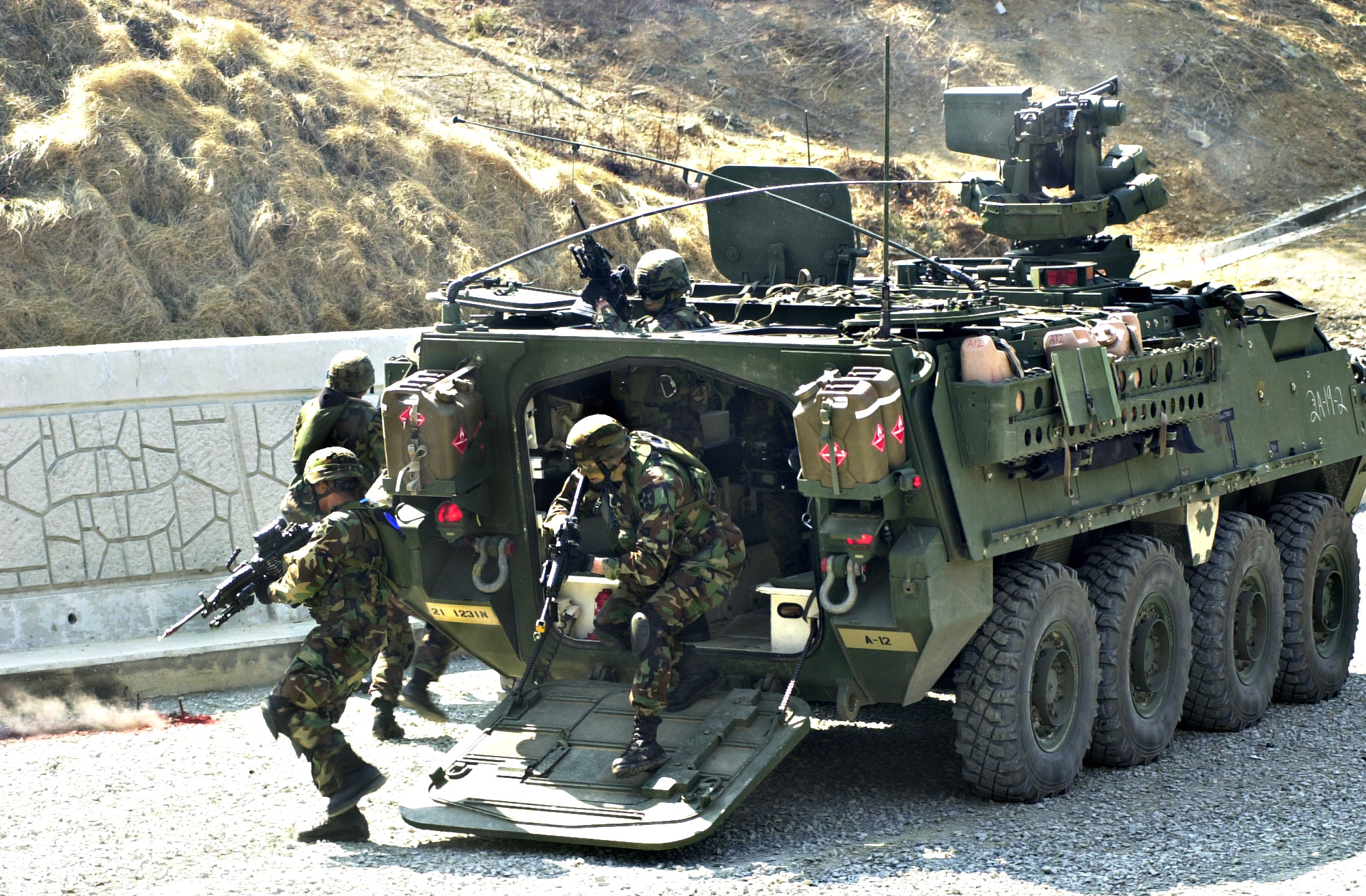
Высадка десанта с БТР M1126 Stryker 2-й пехотной дивизии в Республике Корея.
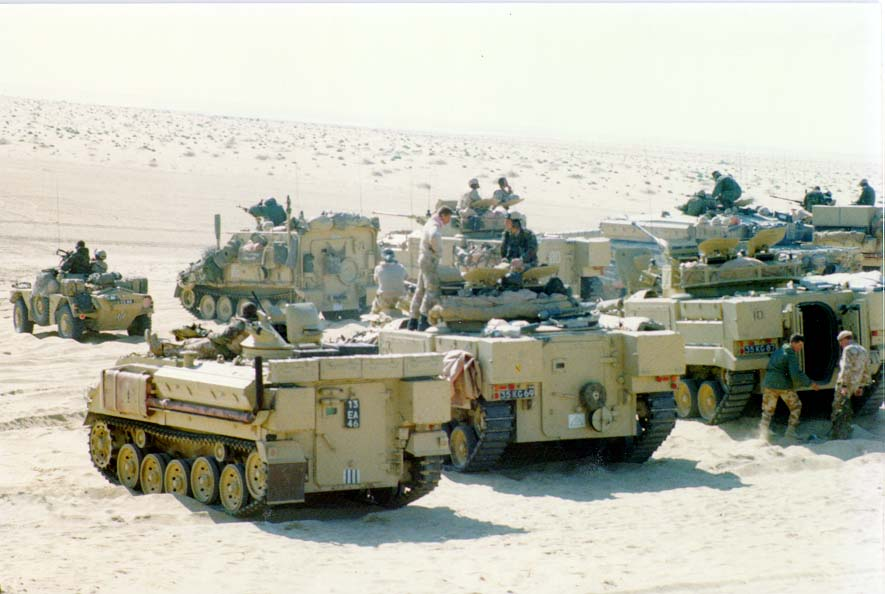
Механизированные подразделения 1-й бронетанковой дивизии Великобритании на БТР FV432 и БМП «Уорриор» в готовности к проведению учений с боевой стрельбой. Буря в пустыне. 6 января 1991
- Механизированные пехотинцы на БМП М2А3 «Брэдли» 3-й бронетанковой бригады 4-й пехотной дивизии на полигоне возле г. Дравско-Поморске. 14 июля 2022.
- Экипировка французского механизированного пехотинца на 2020 год.
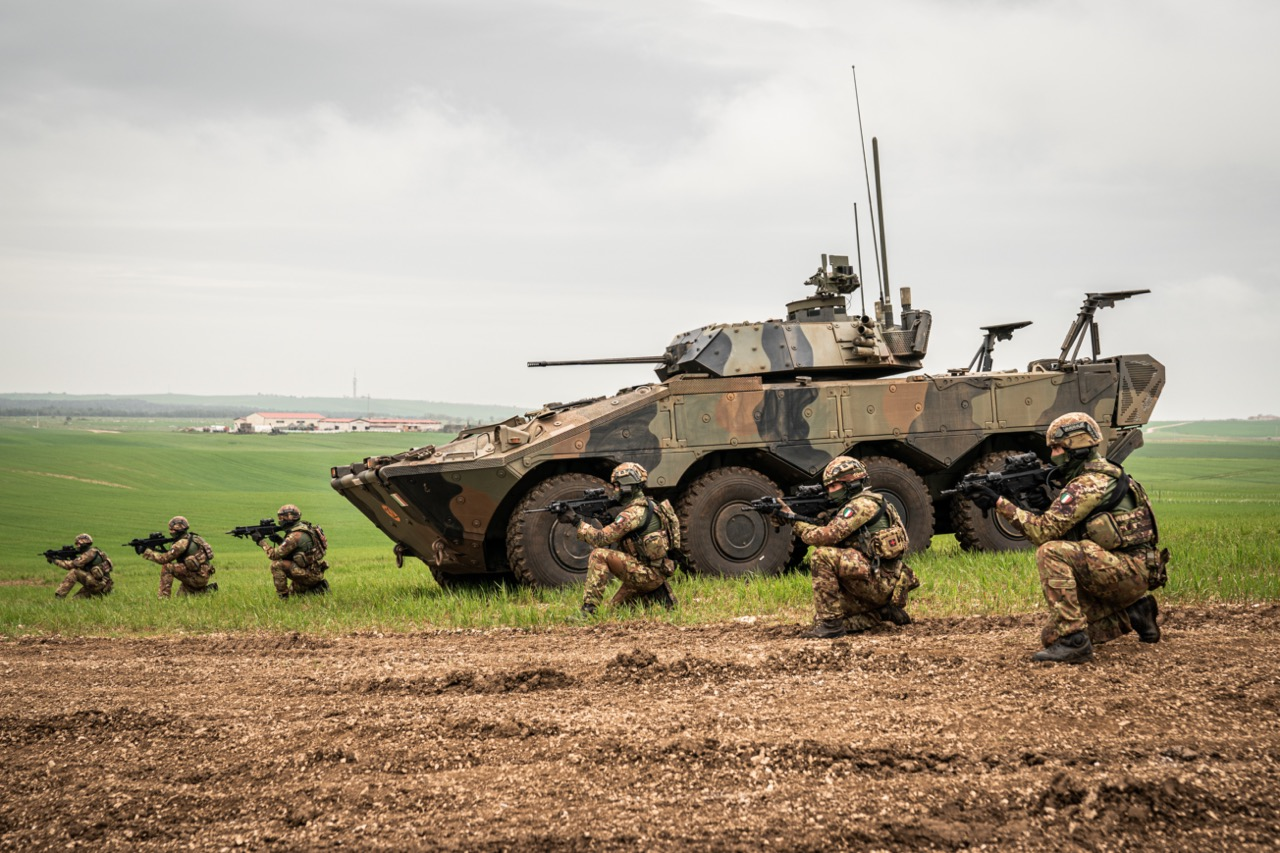
Солдаты бригады «Пинероло» высадились из БМП Фреччиа в ходе учений Scudo 25,  24 апреля 2025.

## Формирования
В вооружённых силах имелись и имеются следующие формирования МВ:
- механизированные части[10]:
  - Отдельный механизированный батальон;
  - Механизированный полк;
- механизированные соединения[11]:
  - Механизированная бригада;
  - Механизированная дивизия;
  - Механизированный корпус.